# The Visitors
The Visitors er det ottende og sidste studiealbum fra popkvartetten ABBA. Albummet udkom i 1981 som en af de første cd-udgivelser.
Albummet blev #1 i Sverige, Holland, Norge, Storbritannien, Tyskland og Zimbabwe. Singlerne fik dog ikke den store succes, hvilket var en af hovedårsagerne til gruppens opbrud.

## Spor
1. "The Visitors (Crackin' Up)" – 5:47
2. "Head Over Heels" – 3:48
3. "When All Is Said And Done" – 3:17
4. "Soldiers" – 4:40
5. "I Let The Music Speak" – 5:23
6. "One Of Us" – 3:57
7. "Two For The Price Of One" – 3:38
8. "Slipping Through My Fingers" – 3:53
9. "Like An Angel Passing Through My Room" – 3:40

The Visitors blev mixet og genudgivet i 1997 og 2001 med fire bonustrack:
1. "Should I Laugh Or Cry" – 4:29
2. "The Day Before You Came" – 5:53
3. "Cassandra" – 4:56 (kun på 2001-udgivelse)
4. "Under Attack" – 3:48
5. "You Owe Me One" – 3:26 (kun på 1997-udgivelse)

## Singler
- "One of Us"/"Should I Laugh or Cry"
- "Head over Heels"/"The Visitors (Crackin' Up)"
- "The Day Before You Came"/"Cassandra"
- "Under Attack"/"You Owe Me One"